# Уиндемир (тауншип, Миннесота)
Уиндемир (англ. Windemere) — тауншип в округе Пайн, Миннесота, США. На 2000 год его население составило 1489 человек.

## География
По данным Бюро переписи населения США площадь тауншипа составляет 92,6 км², из которых 79,0 км² занимает суша, а 13,6 км² — вода (14,68 %).

## Демография
По данным переписи населения 2000 года здесь находились 1489 человек, 640 домохозяйств и 455 семей.  Плотность населения —  18,8 чел./км².  На территории тауншипа расположено 1347 построек со средней плотностью 17,0 построек на один квадратный километр. Расовый состав населения: 98,39 % белых, 0,20 % коренных американцев, 0,20 % азиатов, 0,40 % — других рас США и 0,81 % приходится на две или более других рас. Испанцы или латиноамериканцы любой расы составляли 0,47 % от популяции тауншипа.
Из 640 домохозяйств в 23,6 % воспитывались дети до 18 лет, в 61,3 % проживали супружеские пары, в 6,3 % проживали незамужние женщины и в 28,9 % домохозяйств проживали несемейные люди. 24,4 % домохозяйств состояли из одного человека, при том 10,0 % из — одиноких пожилых людей старше 65 лет. Средний размер домохозяйства — 2,33, а семьи — 2,72 человека.
20,3 % населения — младше 18 лет, 5,4 % — в возрасте от 18 до 24 лет, 21,8 % — от 25 до 44, 31,7 % — от 45 до 64, и 20,8 % — старше 65 лет. Средний возраст — 46 лет. На каждые 100 женщин приходилось 107,1 мужчин.  На каждые 100 женщин старше 18 приходилось 106,4 мужчин.
Средний годовой доход домохозяйства составлял 43 625 долларов, а средний годовой доход семьи —  49 583 доллара. Средний доход мужчин —  38 977  долларов, в то время как у женщин — 28 194. Доход на душу населения составил 21 346 долларов. За чертой бедности находились 7,1 % семей и 7,7 % всего населения тауншипа, из которых 5,4 % младше 18 и 9,3 % старше 65 лет.